# Harlem (serie televisiva)
Harlem è una serie televisiva statunitense, ideata da Tracy Oliver e trasmessa su Prime Video a partire dal 3 dicembre 2021.

## Trama
La serie segue le vicende di quattro amiche, Camille, Quinn, Angie e Tye alle prese con le loro carriere, i loro sogni e le loro vite sentimentali.

## Personaggi e interpreti

### Personaggi principali
- Camille Parks, interpretata da Meagan Good, doppiata da Eleonora Reti.
- Quinn Joseph, interpretata da Grace Gealey, doppiata da Valentina Mari.
- Angie Wilson, interpretata da Shoniqua Shandai, doppiata da Roberta De Roberto.
- Tye Reynolds, interpretata da Jerrie Johnson, doppiata da Gianna Gesualdo.
- Ian Walker, interpretato da Tyler Lepley, doppiato da Gianfranco Miranda.

### Personaggi ricorrenti
- Dr. Elise Pruitt, interpretata da Whoopi Goldberg, doppiata da Stefania Romagnoli.
- Jameson Royce, interpretato da Sullivan Jones, doppiato da Davide Albano.
- Mira, interpretata da Rana Roy, doppiata da Lavinia Paladino.
- Isabela Benitez-Santiago, interpretata da Juani Feliz, doppiata da Eva Padoan.
- Eric, interpretato da Jonathan Burke, doppiato da Davide Capone.
- Zia Tammy, interpretata da Bevy Smith, doppiata da Alessandra Chiari.
- Robin Goodman (stagione 1), interpretata da Andrea Martin.
- Shawn (stagione 1), interpretato da Robert Ri'chard, doppiato da Stefano Sperduti.
- Anna Sharp (stagione 1), interpretata da Kate Rockwell, doppiata da Emanuela Damasio.
- Deborah Parks (stagione 2), interpretata da Joie Lee.
- Aimee (stagione 2), interpretata da Rachel True, doppiata da Irene Di Valmo.

## Episodi
| Stagione         | Episodi | Pubblicazione USA | Pubblicazione Italia |
| ---------------- | ------- | ----------------- | -------------------- |
| Prima stagione   | 10      | 2021              | 2021                 |
| Seconda stagione | 8       | 2023              | 2023                 |
| Terza stagione   | 6       | 2025              | 2025                 |

## Riconoscimenti
- NAACP Image Awards
  - 2022 – Candidatura come miglior serie comica
  - 2022 – Candidatura come miglior regia per una serie comica a Neema Barnett
- GLAAD Media Awards
  - 2022 – Candidatura come miglior serie nuova